# Cantone di Le Mas-d'Agenais
Il Cantone di Le Mas-d'Agenais era una divisione amministrativa dell'arrondissement di Marmande.
È stato soppresso a seguito della riforma complessiva dei cantoni del 2014, che è entrata in vigore con le elezioni dipartimentali del 2015.
Comprendeva i comuni di:
- Calonges
- Caumont-sur-Garonne
- Fourques-sur-Garonne
- Lagruère
- Le Mas-d'Agenais
- Sainte-Marthe
- Samazan
- Sénestis
- Villeton